# Talas (Star Trek)
Talas is een personage uit Star Trekserie Star Trek: Enterprise. Zij is een Andoriaanse vrouw en werd gespeeld door Molly Brink. Het personage komt in seizoenen drie en vier van Enterprise voor.

## Omschrijving
Talas was binnen de Imperial Guard van Andoria vele jaren een luitenant op het sterrenschip Kumari onder het commando van Thy'lek Shran. In die tijd raakte ze geïnteresseerd in Shran, die haar affectie gretig beantwoordde, daar zij van een gegoede familie van hun thuiswereld kwam. Zijn respect voor haar werd nog eens versterkt door het feit dat ze een militaire carrière verkoos boven de andere functies die ze met haar stand had kunnen kiezen.
Talas stierf aan het eind van het jaar 2154, toen ze werd neergeschoten door een lid van een delegatie Tellarites. Dit was tijdens een reis naar een conferentie om een vredesovereenkomst te tekenen tussen de Andorianen en de Tellarites. Ondanks dat kapitein Jonathan Archer van de USS Enterprise NX-01 iedereen had verplicht in de eigen hut te blijven, gingen de Andorianen gewapend naar de hut van de Tellarites, omdat zij hen verantwoordelijk hielden voor de vernietiging van de Kumari (later bleek dat de Romulans verantwoordelijk waren). Al snel brak er een gevecht uit. Vlak nadat de MACO's de situatie onder controle hadden, greep een van de Tellarites (genaamd Naarg) naar een wapen en schoot haar in haar schouder. De wonde leek niet ernstig te zijn, maar haar toestand verslechterde snel. Ze stierf ondanks dat dokter Phlox haar nog probeerde te helpen.
Shran was in shock door haar dood en eiste het recht op een ritueel gevecht met haar moordenaar. Op het laatste moment substitueerde Archer zichzelf in diens plaats. Ondanks dat Shran zijn vriend niet wilde bevechten, ging het gevecht gewoon door. Archer won dit gevecht, maar in plaats Shran te doden, hakte hij een van zijn antennes af, waarna de nasleep van haar dood beëindigd was.

## Karakter
Talas is een gevreesd krijger die snel het conflict opzoekt. Ze heeft een relatie met Shran en voert hierin sterk de boventoon, ook fysiek. In het werk echter is Shran haar meerdere, hetgeen zij respecteert.
Ze is afkomstig uit een familie van militairen. Haar moeder was ook een leidinggevende in de Imperial Guard.

## Trivia
- Voor een van de scenes in de aflevering Babel One was Talas slechts in ondergoed gekleed. Actrice Molly Brink moest hiervoor vrijwel volledig blauw geschminkt worden. Vanwege deze scene plaatsen enkele websites het personage Talas in hun favorietenlijstje van meest aantrekkelijke buitenaardse personages.[1]
- Voor actrice Molly Brink was dit pas de tweede rol in haar carrière. Na Star Trek had ze nog enkele rollen in films en televisieseries voordat ze besloot dat acteren niets voor haar was.[1]

## Lijst van afleveringen vanEnterprisewaarin Talas voorkomt
- Proving Ground
- Babel One
- United